# Catocala hillii
Catocala hillii là một loài bướm đêm trong họ Erebidae.